# Zaporoże (miasto)
Zaporoże (ukr. Запоріжжя Zaporiżżia; do 1921 Aleksandrowsk) – miasto w południowo-wschodniej części Ukrainy, nad Dnieprem, stolica obwodu zaporoskiego. Miasto jest ważnym ośrodkiem przemysłowym, działa w nim wielka huta Zaporiżstal i duża fabryka samochodów – AwtoZAZ. Na początku 2021 roku, z liczbą mieszkańców przekraczającą 722 tys., Zaporoże zajmowało szóste miejsce wśród najludniejszych ukraińskich miast.
Wraz z okolicznymi osadami Zaporoże tworzy aglomerację. Jest to jedno z największych centrów administracyjnych, przemysłowych i kulturalnych na południu Ukrainy z zaawansowaną inżynierią mechaniczną, metalurgią żelaza i metali nieżelaznych, przemysłem chemicznym i budowlanym, port rzeczny i ważny węzeł kolejowy tranzytowy.

## Historia
Początek miastu dała rosyjska twierdza do obrony przed najazdami Tatarów krymskich oraz Turków, zbudowana w 1770 r. Twierdza Aleksandrowska – część linii dnieprowskiej. Twierdza Aleksandrowsk w 1806 r. uzyskała prawa miasta powiatowego, które stało się portem nad Dnieprem.
Na obrzeżach miasta znajdowały się liczne osiedla (kolonie) migrantów z Rzeczypospolitej, którzy przybyli tam na zaproszenie Katarzyny II z 1787 roku. Byli to przeważnie mennonici, którzy uciekali przed prześladowaniami religijnymi Prusaków z ziem zagarniętych w pierwszym rozbiorze. Część mieszkańców takich kolonii mennonickich, jak Neuendorf, Einlage, Kronsweide, Osterwick, Rosental, Nieder-Chortitza czy Burwalde pochodziła z okolic Gdańska, Grudziądza i Elbląga.
W Zaporożu do dzisiaj pozostały niektóre budynki mennonitów, jeden z najpiękniejszych to Mädchenschule, czyli Szkoła dla dziewcząt, budynek z elementami holenderskiego renesansu i późnego baroku, zbudowany w 1904 roku. Jego główna fasada jest bardzo podobna do budynków północnej Europy. Nauczyciel tej szkoły Piotr Buzuk w tym budynku w 1910 roku założył pierwszą w Imperium Rosyjskim organizację ekologiczną – Chortyckie Towarzystwo Ochrony Przyrody.
W 1939 roku została otwarta Zaporoska Filharmonia Obwodowa. Od 1939 stolica obwodu. W latach 1941–1943 okupowane przez niemieckie wojska.
W maju 2010 dzięki staraniom działaczy lokalnych struktur Komunistycznej Partii Ukrainy w mieście odsłonięto pomnik Józefa Stalina. Był to pierwszy od 1953 pomnik tego radzieckiego przywódcy na Ukrainie. W 2015 przyjęto ustawy dekomunizacyjne, w wyniku których rada miejska musiała zmienić nazwy ponad 50 głównych ulic i części administracyjnych miasta, zdemontowane także zostały pomniki przywódców Związku Radzieckiego. Pomnik Stalina został zlikwidowany 25 listopada 2017 roku. Fragmenty pomnika zostały wrzucone pod monument ofiarom Hołodomoru.
Podczas rosyjskiej inwazji w 2022 roku doszło do walk w południowych częściach miasta. 3 marca rosyjskie wojsko rozpoczęło ostrzał elektrowni jądrowej powodując pożar.

## Demografia

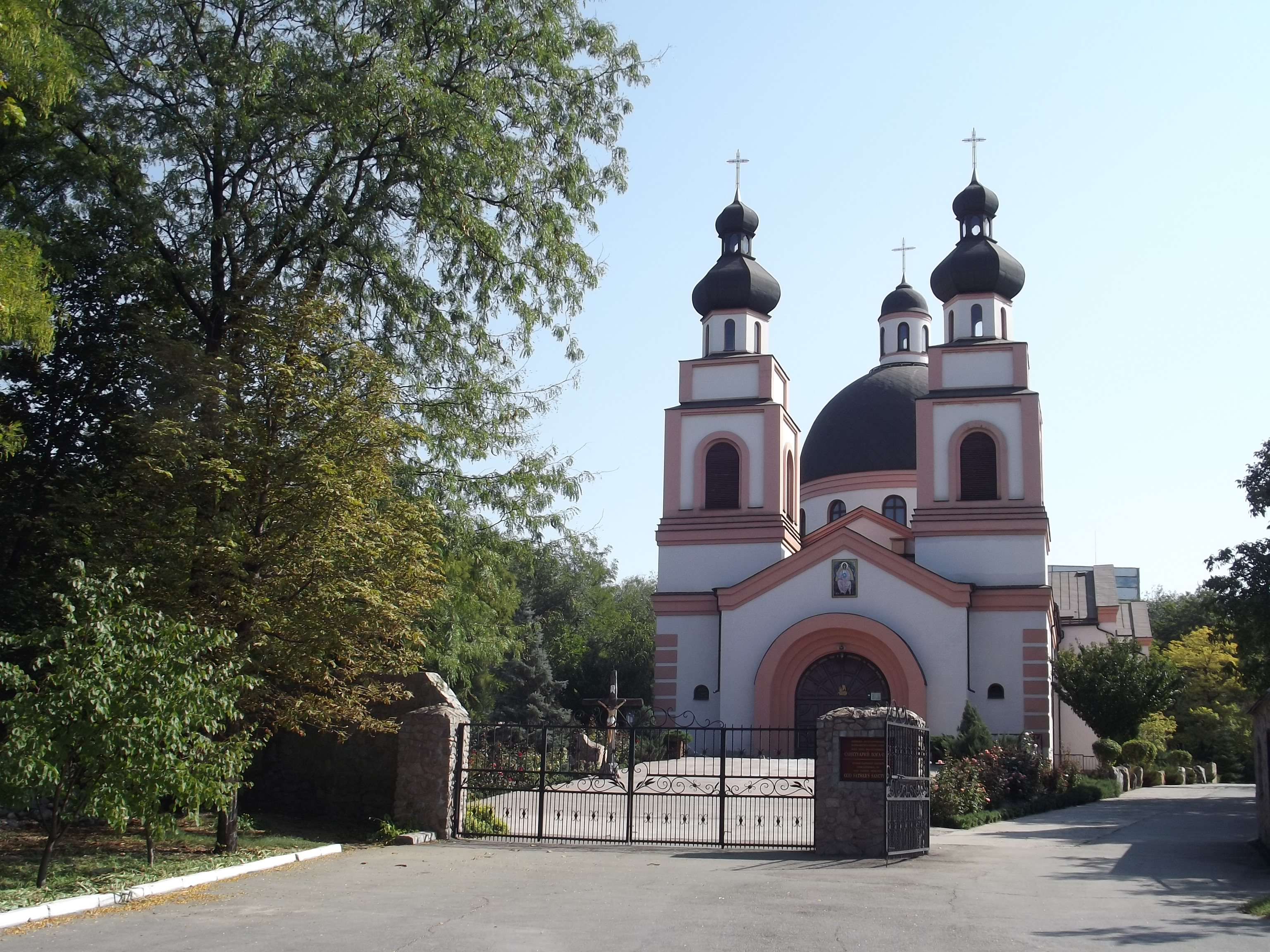
Konkatedra Boga Ojca Miłosiernego

Skład narodowościowy miasta na podstawie danych ze spisów powszechnych Imperium Rosyjskiego, Związku Radzieckiego i Ukrainy:
- 1897[15]

1. Ukraińcy: 8101 (42,98%)
2. Żydzi: 5248 (27,84%)
3. Rosjanie: 4667 (24,76%)
4. Niemcy: 370 (1,96%)
5. Białorusini: 161 (0,85%)
6. Polacy: 152 (0,81%)

- 1926[16]

1. Ukraińcy: 26 387 (47,52%)
2. Rosjanie: 14 472 (26,06%)
3. Żydzi: 11 319 (20,38%)
4. Niemcy: 1664 (3%)
5. Polacy: 480 (0,86%)
6. Białorusini: 368 (0,66%)
7. Łotysze: 184 (0,33%)
8. Ormianie: 124 (0,22%)
9. Tatarzy: 116 (0,21%)
10. Grecy: 65 (0,12%)

- 1939[17]

1. Ukraińcy: 186 820 (64,58%)
2. Rosjanie: 65 589 (22,67%)
3. Żydzi: 22 631 (7,82%)
4. Niemcy: 6861 (2,37%)
5. Tatarzy: 2059 (0,71%)
6. Białorusini: 1 797 (0,62%)

- 2001

1. Ukraińcy: 573 tys. (70,28%)
2. Rosjanie: 207 tys. (25,39%)
3. Białorusini: 5,5 tys. (0,67%)
4. Bułgarzy: 3,6 tys. (0,44%)
5. Żydzi: 3,4 tys. (0,42%)
6. Gruzini: 3,11 tys. (0,38%)
7. Ormianie: 3,08 tys. (0,38%)
8. Tatarzy: 2,2 tys. (0,27%)
9. Azerowie: 1,2 tys. (0,15%)
10. Cyganie: 0,92 tys. (0,11%)
11. Polacy: 0,78 tys. (0,1%)
12. Niemcy: 0,76 tys. (0,09%)

## Dzielnice

Mapa podziału miasta na rejony

Miasto Zaporoże podzielone jest na 7 rejonów (dzielnic). W tabeli podano nazwy i liczbę ludności poszczególnych rejonów, według stanu na 1 listopada 2013.

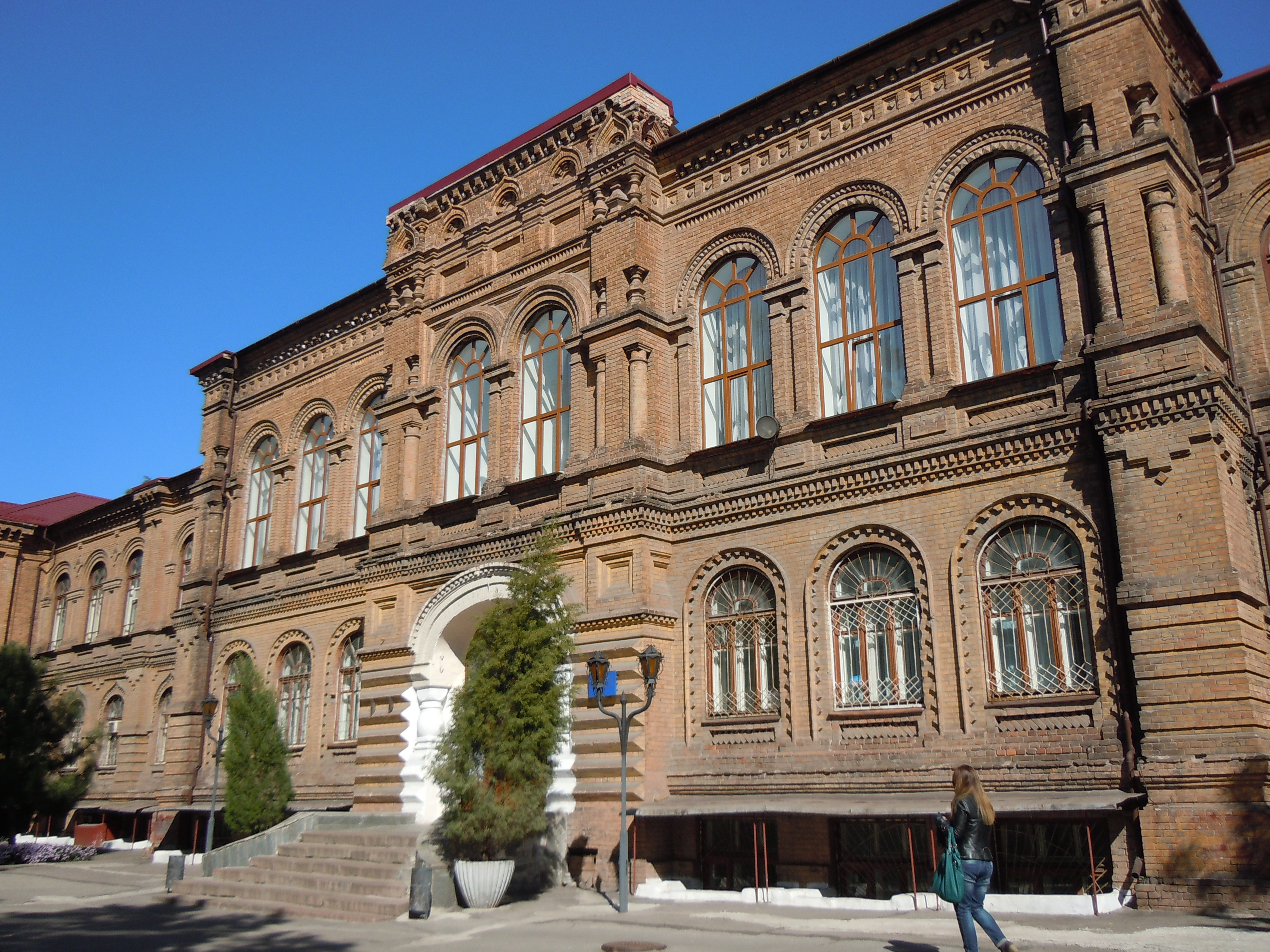

| Nr | Nazwa           | Liczba ludności w tys. osób |
| -- | --------------- | --------------------------- |
| 1  | Oleksandriwskyj | 69,8                        |
| 2  | Zawodśkyj       | 51,9                        |
| 3  | Kommunarśkyj    | 135,9                       |
| 4  | Dniprowskyj     | 137,9                       |
| 5  | Wozneseniwskyj  | 102,3                       |
| 6  | Chortyćkyj      | 117                         |
| 7  | Szewczenkiwśkyj | 153                         |

## Miasta partnerskie
- Birmingham
- Belfort
- Chongqing
- Lahti
- Linz
- Magdeburg
- Oberhausen
- Yichang
- Aszdod